# Топаз (фільм, 1951)
«Топаз» (фр. Topaze) — французька кінокомедія 1951 року, поставлена режисером Марселем Паньолем за його власною однойменною п'єсою 1928 року з Фернанделем у головній ролі.

## Сюжет
Топаз чесно та віддано працює викладачем у ліцеї Мюша. Відмовивши баронесі Пітар-Верньоль у проханні завищити оцінки її синові, невиправному ледареві, Топаз втрачає місце: директор звільняє його. Топаз мимоволі стає спільником двох шахраїв: муніципального радника Кастель-Вернака і його коханки Сюзі Куртуа. Зрозумівши, чим насправді займається Кастель-Вернак (посадові зловживання, чиновницька корупція тощо), Топаз хоче видати його владі, але поступається чарівливості Сюзі й нічого не робить.
Справи Топаза налагоджуються. Якийсь шантажист, поважний білобородий старий, намагається вимагати у нього гроші, але у Кастель-Вернака є досьє на головного редактора газети, де працює шахрай, і шантажист залишається ловить облизня. Мюш, директор ліцею, сам пропонує Топазу свою доньку Ернестину, яка завжди відкидала його. Шахрайський характер діяльності колишнього учителя не стає для Мюша перешкодою цьому союзу. Топаз з відразою відмовляє дівчині.
Кастель-Вернака вважає, що вичавив з Топаза все, що міг, і хоче покласти край спільній співпраці. Він вручає йому чек на велику суму та «академічні пальми», яких Топаз ніяк не міг добитися на чесній викладацькій роботі. Але тепер, коли Топаз зрозумів, як насправді влаштований світ, він не збирається зупинятися на пів-дорозі. Він очолює самостійно агентство «Топаз», виганяє Кастель-Вернака та віднімає у нього коханку. Його старий колега Таміз приходить до нього, щоб повідомити про сумнівний характер його діяльності. Топаз заспокоює його, заперечуючи, що в його справах немає нічого сумнівного: вони абсолютно ганебні. Перші хвилини шоку проходять, і Таміз подумує про те, щоб стати секретарем Топаза.

## У ролях
| • Фернандель     | … | Топаз                   |
| • Марсель Валле  | … | мосьє Мюш               |
| • Жаклін Паньоль | … | Ернестина Мюш           |
| • П'єр Ларкей    | … | Таміз                   |
| • Жак Морель     | … | Кастель-Вернак          |
| • Елен Пердрієр  | … | Сюзі Куртуа             |
| • Міллі Матіс    | … | баронеса Пітар-Верньоль |
| • Жак Кастело    | … | Роже Гаетан де Берсак   |
| • Роберт Мур     | … | шантажист               |
| • Марсель Лош    | … | слуга                   |
| • П'єр Ларке     | … | Таміз                   |
| • Жак Морель     | … | Режис Кастель-Вернак    |

## Знімальна група
- Автор сценарію — Марсель Паньоль
- Режисер-постановник — Марсель Паньоль
- Оператор — Філіпп Агостіні
- Композитор — Реймон Легран
- Монтаж — Моніка Лякомб
- Художник-постановник — Робер Джордані
- Художник по костюмах — Скіапареллі
- Художник-декоратор — Юг Лоран
- Звукорежисер — Марсель Руані

## Факти
У Франції було знято три кіноверсії п'єси Марселя Паньоля «Топаз». Друга версія (знята також Паньолем у 1936 році) не мала успіху, була вилучена із обігу самим Паньолем і відтоді стала недоступною. Перша (реж. Луї Ганьє, 1932) і третя версії, на думку кінознавця Жака Лурселля, приблизно рівнозначні і однаково малопереконливі. Перша версія «„збагачує“ п'єсу кількома просторовими відступами та сильно скорочує текст. Версія 1951 року знищує усі відступи першої версії й відновлює місце дії і первинну багатослівність п'єси, характерну для Паньоля» (Ж. Лурселль).